# Tony Scott
Tony Scott (North Shields, 1944. június 21. – Los Angeles, 2012. augusztus 19.) kétszeres  Primetime Emmy-díjas angol filmrendező és filmproducer.
Legismertebb filmjei közé tartozik a Top Gun, Az utolsó cserkész, a Tiszta románc, A közellenség és A tűzben edzett férfi. Bátyja Ridley Scott szintén filmrendező.

## Élete és pályafutása
Angliában, North Shields-ben született, Francis Percy Scott legkisebb gyerekeként. Bátyjához, Ridley-hez hasonlóan a Grangefield Schoolban, majd a West Hartlepool College-ban és a Sunderland Művészeti Iskolában tanult. Az utóbbiban szerezte a képzőművészeti diplomáját.
Rendezőként Az éhség című drámával szerzett magának ismertséget 1983-ban, melyben Susan Sarandon, Catherine Deneuve és David Bowie voltak a főszereplők. Világszerte a Top Gun című filmmel lett ismert 1986-ban, akárcsak a főszereplő, Tom Cruise. 1990-ben a Mint a villám című filmben is együtt dolgoztak. Később Denzel Washington volt a visszatérő színésze, akivel négy filmet is készített, utolsó filmje, a 2010-es Száguldó bomba egyik főszereplője is ő volt Chris Pine mellett.
Két évre rá lett öngyilkos: 2012. augusztus 19-én vetett véget életének, amikor leugrott a Vincent Thomas-Hídról.

## Filmográfia

### Film
Nagyjátékfilmek
| Év   | Magyar cím               | Eredeti cím              | Rendező | Producer |
| ---- | ------------------------ | ------------------------ | ------- | -------- |
| 1983 | Az éhség                 | The Hunger               | Igen    | Nem      |
| 1986 | Top Gun                  | Top Gun                  | Igen    | Nem      |
| 1987 | Beverly Hills-i zsaru 2. | Beverly Hills Cop II     | Igen    | Nem      |
| 1990 | Revans                   | Revenge                  | Igen    | Nem      |
| 1990 | Mint a villám            | Days of Thunder          | Igen    | Nem      |
| 1991 | Az utolsó cserkész       | The Last Boy Scout       | Igen    | Nem      |
| 1993 | Tiszta románc            | True Romance             | Igen    | Nem      |
| 1995 | Az utolsó esély          | Crimson Tide             | Igen    | Nem      |
| 1996 | A rajongó                | The Fan                  | Igen    | Nem      |
| 1998 | A közellenség            | Enemy of the State       | Igen    | Nem      |
| 2001 | Kémjátszma               | Spy Game                 | Igen    | Nem      |
| 2004 | A tűzben edzett férfi    | Man on Fire              | Igen    | Igen     |
| 2005 | Domino                   | Domino                   | Igen    | Igen     |
| 2006 | Déja Vu                  | Déjà Vu                  | Igen    | Nem      |
| 2009 | Hajsza a föld alatt      | The Taking of Pelham 123 | Igen    | Igen     |
| 2010 | A szupercsapat           | The A-Team               | Nem     | Igen     |
| 2010 | Száguldó bomba           | Unstoppable              | Igen    | Igen     |

Rövidfilmek
| Év   | Cím                                           | Rendező | Producer | Író  | Megjegyzések       |
| ---- | --------------------------------------------- | ------- | -------- | ---- | ------------------ |
| 1969 | - A hiányzók közül egy - (One of the Missing) | Igen    | Nem      | Igen | operatőr és vágó   |
| 1970 | Loving Memory                                 | Igen    | Nem      | Igen | operatőr és vágó   |
| 1976 | The Author of Beltraffio                      | Igen    | Nem      | Nem  |                    |
| 2002 | Beat the Devil                                | Igen    | Vezető   | Nem  | The Hire szegmense |
| 2004 | Agent Orange                                  | Igen    | Nem      | Nem  |                    |
| 2012 | The Polar Bears                               | Nem     | Igen     | Nem  |                    |

## Fordítás
- Ez a szócikk részben vagy egészben  a   Tony Scott című angol Wikipédia-szócikk fordításán alapul.  Az eredeti cikk szerkesztőit annak laptörténete sorolja fel. Ez a jelzés csupán a megfogalmazás eredetét és a szerzői jogokat jelzi, nem szolgál a cikkben szereplő információk forrásmegjelöléseként.